# 習明沢
習 明沢（簡体字: 习明泽; 繁体字: 習明澤; 拼音: Xí Míngzé、1991年6月25日-）は、中国の最高指導者である中国共産党総書記の習近平と歌手の彭麗媛の間に生まれた一人っ子で、愛称は「小木子」である。

## 経歴
2006年から2008年にかけて、高校の杭州外国語学校でフランス語を学んでいた。浙江大学で1年間学んだ後、2010年にアメリカのハーバード大学に入学。普段は身元を隠すために偽名を使っていたという。 2014年に心理学の学士号を取得して卒業し、中国に帰国した。母譲りの気の強い性格で知られ、中国ではパーソナルコンピュータやインターネットに疎い父に代わり、インターネットを用いた世論誘導などで主導的な役割を担っているという。

## 名前の由来
父・習近平は毛沢東共産党主席に傾斜しているとされ、明沢という名前には『明るい毛沢東のように育ってほしい』という願いが込められているとされる。